# Ракова Сечь
Ракова Сечь (укр. Ракова Січ) — село,
Коровинский сельский совет,
Недригайловский район,
Сумская область,
Украина.
Код КОАТУУ — 5923583410. Население по переписи 2001 года составляло 117 человек .
Найдена на специальной карте Западной части России Шуберта 1826-1840 годов как хутор Раковая Сечь

## Географическое положение
Село Ракова Сечь находится на правом берегу реки Сула в месте впадения в неё реки Бишкинь,
выше по течению на расстоянии в 3 км расположено село Константинов,
ниже по течению на расстоянии в 4,5 км расположено село Вощилиха (Роменский район),
на противоположном берегу — сёла Гай, Дегтярёвка и Коровинцы,
выше по течению реки Бишкинь на расстоянии в 2 км расположено село Малые Будки.
К селу примыкает лесной массив (дуб).